# Gustav Schmoranz
Gustav Schmoranz (Slatiňany, 16 de setembre de 1858 - Praga, 21 de desembre de 1930) va ser un director de teatre i d'escena txec, director del Teatre Nacional de Praga.